# Won Hye-kyung
Won Hye-kyung (kor. 원혜경; * 14. Oktober 1979 in Seoul) ist eine ehemalige südkoreanische Shorttrackerin.

## Karriere
Won gewann bei den Juniorenweltmeisterschaften einmal die Goldmedaille im Mehrkampf und zweimal Silber. Sie startete bei den Olympischen Winterspielen 1994 in Lillehammer und gewann mit der Staffel Gold. Bei den folgenden Olympischen Spielen in Nagano siegte sie erneut mit der Staffel und gewann über 1000 m Bronze. Bei Teamweltmeisterschaften wurde sie mehrfach Weltmeisterin. Bei Shorttrack-Weltmeisterschaften gewann sie mehrere Medaillen.

## Ehrungen
- Medaille „Blue Dragon“ der Republik Korea.